# 鹿島幾三郎
鹿島 幾三郎（かしま いくさぶろう、1948年（昭和23年）10月8日 - ）は、日本の通産官僚。経済企画庁物価局長、パナソニック株式会社代表取締役専務を歴任。

## 略歴
- 都立日比谷高校卒業。
- 東京大学法学部卒業。
- 1971年（昭和46年）7月：通商産業省入省(大臣官房総務課)。
- 1972年 (昭和47年) - 1978年 (昭和53年) 企業局、公正取引委員会、ハーバード大学ロースクール留学
- 1978年 (昭和53年) - 1986年 (昭和61年) 通商政策局、資源エネルギー庁、機械情報産業局、立地公害局、経済企画庁、基礎産業局で課長補佐・企画官[1]
- 1986年（昭和61年）4月：外務省在アメリカ合衆国日本国大使館経済担当参事官
- 1989年 (平成元年) 6月: 通商産業省貿易局輸出課長[1]
- 1991年 (平成3年) 6月: 通商産業省資源エネルギー庁長官官房国際資源課長
- 1993年 (平成5年) 7月: 通商産業省通商政策局国際経済部国際経済課長[1]
- 1994年 (平成6年) 7月: 通商産業省基礎産業局総務課長
- 1995年 (平成7年) 6月: 経済企画庁物価局物価政策課長[1]
- 1996年 (平成8年) 6月: 経済企画庁長官官房企画課長
- 1997年 (平成9年) 7月: 通商産業省通商政策局国際経済部長[1]
- 1999年（平成11年）7月：経済企画庁物価局長。
- 2001年（平成13年）1月：経済産業省退官。
- 2001年（平成13年）4月：独立行政法人産業技術総合研究所理事。
- 2003年（平成15年）6月：情報処理振興事業協会専務理事。
- 2004年（平成16年）6月：松下電器産業株式会社入社、参与。
- 2005年（平成17年）6月：松下電器産業株式会社取締役。
- 2007年（平成19年）4月：松下電器産業株式会社常務取締役。
- 2007年（平成19年）6月：株式会社小糸製作所取締役。
- 2010年（平成22年）4月：パナソニック株式会社（松下電器産業から社名変更）専務取締役。
- 2014年（平成26年）6月：パナソニック株式会社取締役を退任。
- 2019年（令和元年）11月：瑞宝中綬章受章[2]。

## 同期入省
- 杉山秀二（事務次官）
- 奥村裕一（貿易経済協力局長）
- 古田肇（岐阜県知事）
- 若杉隆平（横浜国立大学副学長、新潟県立大学理事長・学長）
- 殿岡茂樹（中小企業庁次長）
- 飯塚和憲（国土庁計画調整局総務課長）など。

## その他役職
- 財団法人海外子女教育振興財団副会長。
- 財団法人日本情報処理開発協会評議員。
- 特定非営利活動法人日本セキュリティ監査協会副会長。